# Superintendencia de Insolvencia y Reemprendimiento
La Superintendencia de Insolvencia y Reemprendimiento (SIR) es un servicio público chileno, autónomo, con personalidad jurídica propia y que se relaciona con el presidente de la República a través del Ministerio de Economía, Fomento y Turismo.

## Historia
Esta institución fue creada el año 2014 por medio de la ley 20.720 de Reorganización y Liquidación de Activos de Empresas y Personas, sustituyendo a la antigua Superintendencia de Quiebras (SQ), comenzando sus labores el día 1 de abril de 2014.

## Misión
Su misión es contribuir con el desarrollo económico del país, velando por la efectividad y transparencia de los procedimientos concursales y de quiebras, a través de la fiscalización y facilitación de acuerdos en resguardo de sus intervinientes, promoviendo el reemprendimiento mediante la superación de la situación de insolvencia y sobrendeudamiento de personas y empresas.

## Superintendentes
- Josefina Teresita Montenegro Araneda (10 de noviembre de 2010 - 23 de diciembre de 2015)
- Andrés Claudio Pennycook Castro (24 de diciembre de 2015 - 30 de noviembre de 2016)
- Hugo Enrique Sánchez Ramírez[4] (1 de diciembre de 2016 - a la fecha)